# Ruyschsche Weltkarte

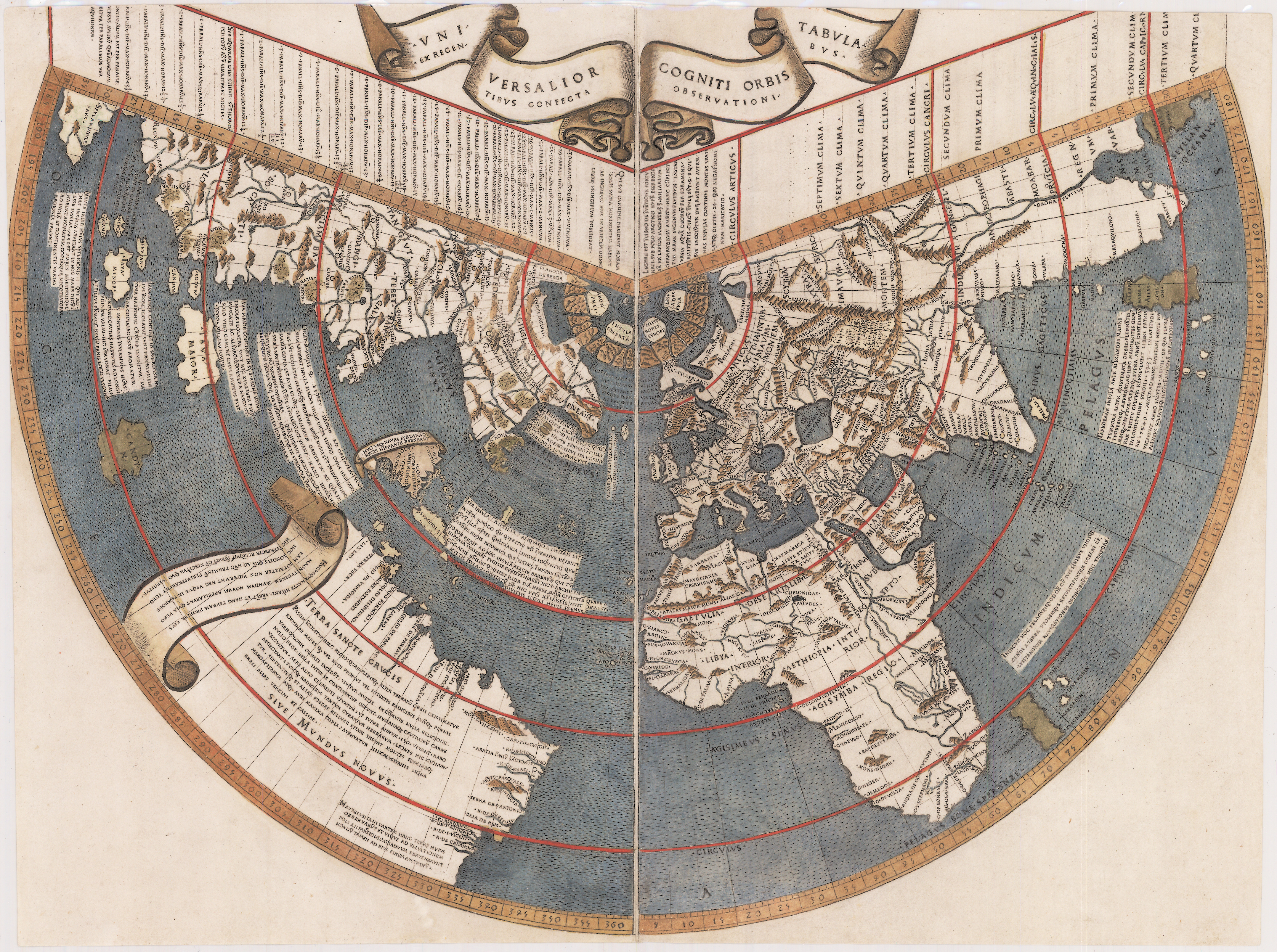
Ruysch’sche Weltkarte von 1507

Die Ruysch’sche Weltkarte von 1507 war in den „südlichen“ Ausgaben von Ptolemäus’ Geographia enthalten, die in den Jahren 1507 und 1508 in Rom aufgelegt wurden. Der Herausgeber der 1507er Auflage der Geographia war Evangelista Tosinus; und deren Buchdrucker Bernardinus Venetus de Vitalibus. Dieses antike Werk war im ausgehenden Mittelalter in Europa wiederentdeckt worden. Es gelangte aus dem arabischen Raum nach Italien.
Bei der Ruysch’schen Karte wird, wie auch bei der Contarini-Rosselli-Karte, das Ptolemäische Wissen um die Projektion angewendet. Damit konnte die Kugelgestalt der Erde bei der Darstellung berücksichtigt werden.

## Entstehungsgeschichte
Zwischen 1506 und 1507 wurden – vermutlich unabhängig voneinander – drei verschiedene Versuche unternommen, bei der Anfertigung von Weltkarten die Gestalt der Erde wirklichkeitsnah zu erfassen. Dabei handelte es sich, neben der Ruysch’schen Weltkarte, um die Contarini-Rosselli-Karte von 1506 und die Weltkarte Martin Waldseemüllers. Auch die beiden letztgenannten Karten waren richtungsweisend; sie wurden jedoch weniger weit verbreitet. So ist von diesen auch jeweils nur eine Kopie erhalten geblieben. Im Gegensatz dazu wurde die Ruysch’sche Karte viel häufiger veröffentlicht und mehrere Kopien blieben bis heute erhalten. Daher erscheint es sicher, dass sie viel weiter verbreitet war und einen viel größeren Einfluss auf das Weltbild ihrer Zeit hatte. Es muss an dieser Stelle offenbleiben, inwieweit sich die Zeitgenossen darüber im klaren waren, dass die genannten Karten in weiten Teilen von hypothetischer Natur waren. Bemerkenswert ist der unterschiedliche Grad der Detailgenauigkeit zwischen der Karte Waldseemüllers und der beiden anderen, welcher sich am ehesten mit höchst unterschiedlichen Zugangsmöglichkeiten, zu neueren Erkenntnissen aus den Entdeckungsfahrten der Spanier und Portugiesen, erklären lässt.

## Beschreibung
Die Karte wird oben mit Nova et universalior orbis cogniti tabula bezeichnet. Sowohl in der 1507er als auch in der 1508er Ausgabe findet sich ein Kommentar, betitelt mit Orbis nouo descriptio und von dem italienischen Cölestiner-Mönch Marcus Beneventanus verfasst. In diesem schrieb er in etwa (zitiert nach der 1508er Ausgabe):
„Johannes Ruysch aus Deutschland, nach meinem Urteil(svermögen) ein höchst exakter Geograph, und ein höchst gewissenhafter (dazu), beim Skizzieren des Globusses, zu dessen Hilfe bei dieser kleinen Arbeit ich ihm verpflichtet bin, hat mir erzählt, dass er vom Süden Englands, und etwa so weit wie bis zum 53ten, des nördlichen Breitengrades, vorgedrungen sei, und er zu diesem parallel nach Westen, zu den Ufern des Ostens, segelte, etwas nordwärts haltend, viele Inseln wahrnahm.“
Eingezeichnet wurden die Christopher Columbus’schen Entdeckungen und wohl auch die des John Cabot. Ferner enthalten sie Informationen aus einigen portugiesischen Quellen und aus den Aufzeichnungen Marco Polos.

## Kartographische Details
Um den Nordpol zeichnete Ruysch Inseln, was auf die Ausführungen in dem Buch Inventio Fortunata des englischen Mönches Nicholas von Lynne zurückzuführen ist.
Die Insel über Norwegen weist Ähnlichkeiten zu Spitzbergen auf. Obwohl aus isländischen Quellen geschlossen wurde, dass diese Inseln im Norden Europas unter der Bezeichnung Svalbard bereits bekannt waren, erscheint es unwahrscheinlich, dass Ruysch über entsprechende Informationen verfügte. Gemeinhin gilt, dass die Inseln im Jahre 1597 von Willem Barents (wieder)entdeckt wurden. Ruysch nennt die fragliche Insel auch Europäische Hyperborea. Es wäre denkbar, dass dies auf die Vorstellung des Nicholas von Lynne oder die Vermutung des Ptolemäus zurückzuführen ist, dass die Landmassen gleichmäßig verteilt sein müssten.
Zu dieser Insel hinaus erstreckt sich eine Halbinsel, auf der eine Kirche von Sancti Odulfi (evtl. Odulf von Utrecht, welcher um Utrecht stark verehrt wurde) eingezeichnet ist. Hierbei könnte es sich auch um die 1307 gebaute Kirche von Vardø in der Finnmark oder um den Nidarosdom in Trondheim handeln, in welchem die Gebeine des Heiligen Olav aufbewahrt werden.
Grönland wird als mit Neufundland und Asien verbunden dargestellt, wie es auch von Christoph Kolumbus und Cabot geglaubt wurde. Sipganus (Marco Polos Japan) wird als identisch mit Spagnola (Hispaniola) abgebildet. Die Existenz von Kabeljau wird in der Nähe der Neufundlandbank vor Neufundland vermerkt.
Die Karte beinhaltet Entdeckungen entlang der afrikanischen Küste, welche von den Portugiesen gemacht wurden. Afrika wird als Halbinsel dargestellt, die vom Meer umschlossen ist. Das Horn von Afrika ist in etwa auf dem richtigen Breitengrad eingezeichnet. Indien wird als dreieckige Halbinsel eingezeichnet; Ceylon verfügt über die richtigen Proportionen, wird aber etwas zu weit nordöstlich positioniert. Auf dem asiatischen Kontinent wurden Ortsbezeichnungen eingezeichnet, die auf Angaben basieren, die von Reisenden, wie Marco Polo gemacht wurden. Ferner finden sich solche von Autoren der griechisch-römischen Antike.

## Zur Geschichte der Karte
Die Karte ging nicht verloren, da sie in zahlreichen neuzeitlichen Ausgaben der Geographia des Ptolemäus veröffentlicht wurde.